# Bernhard von Minnigerode

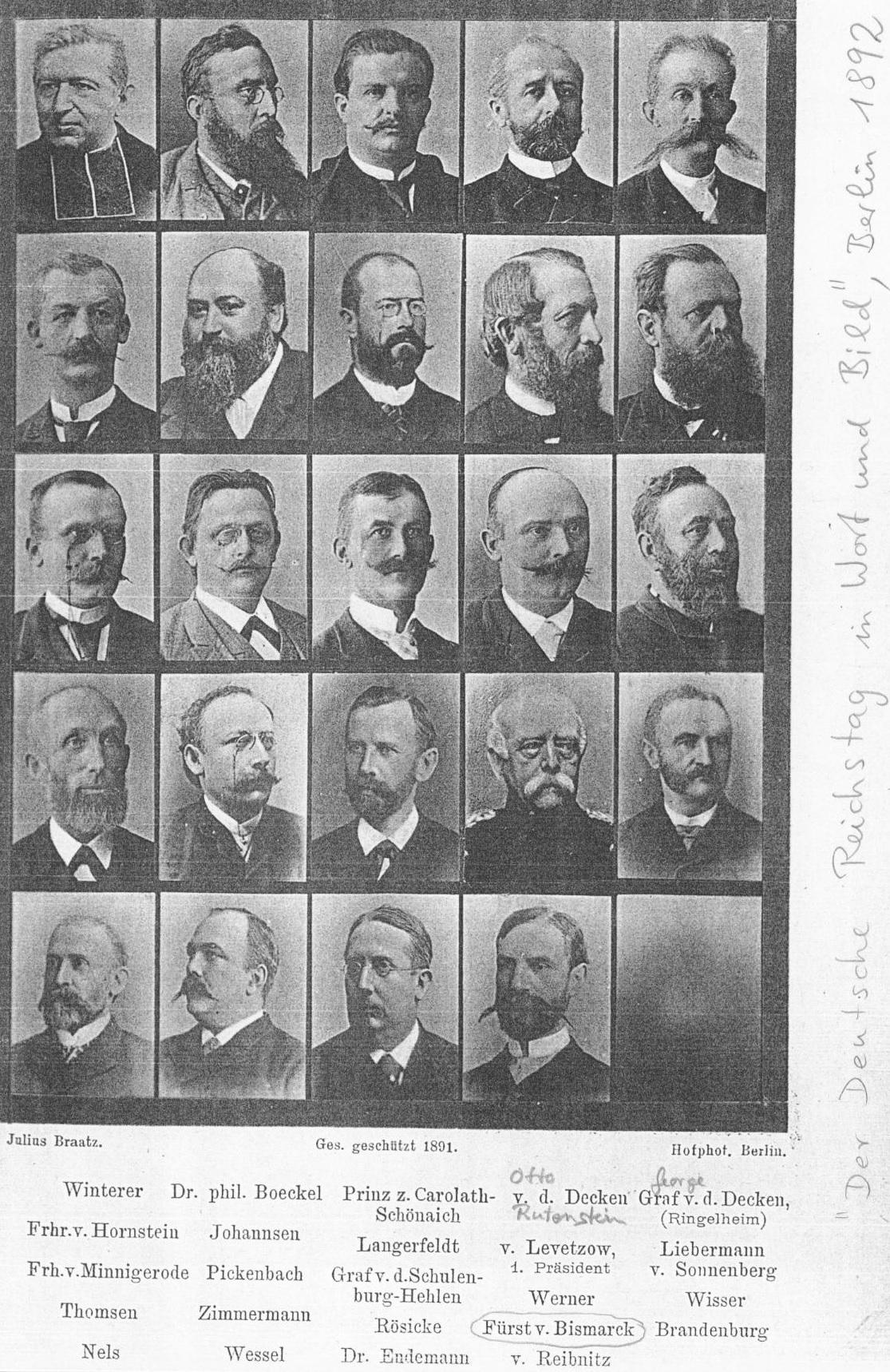
Der deutsche Reichstag in Wort und Bild von Julius Braatz 1892 – Links in der Mitte Bernhard von Minnigerode. Unter den weiteren Reichstagsabgeordneten ist auch Otto von Bismarck

Bernhard Ludwig Paul Freiherr von Minnigerode (* 20. August 1852 in Göttingen; † 6. Oktober 1910 in Silkerode) war Majoratsherr, Rittergutsbesitzer und Mitglied des Deutschen Reichstags.

## Herkunft
Seine Eltern waren Ludwig von Minnigerode (* 26. März 1820; † 4. September 1882) und dessen Ehefrau Adelinde von Valtier (* 3. März 1821; † 26. November 1896), eine Tochter des Generalmajors Johann Ludwig Ferdinand von Valtier.

## Leben
Minnigerode besuchte von 1864 bis 1867 das Gymnasium in Gütersloh und von 1868 bis 1872 das Lyceum in Hannover. Zwischen 1872 und 1873 studierte er Rechtswissenschaften in Halle. Bi 1874 war er als Einjähriger bei dem Thüringischen Ulanen-Regiment Nr. 6 und studierte dann bis 1877 in Leipzig und Göttingen Jura und Volkswirtschaft und zuletzt in Tharandt Forstwissenschaft. Er war Mitglied der Calenberg-Grubenhagenschen Ritterschaft und Landschaftsmitglied der beiden Kreistage in Osterode und Worbis. Vom Jahre 1880 bis 1888 war er stellvertretender Amtsvorsteher für die Amtsbezirke Bockelnhagen und Gerode im Kreise Worbis. Ab 1888 war er Amtsvorsteher des Amtsbezirks Bockelnhagen im Kreise Worbis. Weiter war er Besitzer der Rittergüter Wollershausen im Hannoverschen Amte Herzberg und Lindenberg im ehemaligen Amt Osterode, sowie des Majorats Silkerode-Allerberg im Kreis Worbis, bestehend aus den vier Rittergütern Silkerode Oberhof, Silkerode Unterhof, Bockelnhagen Wollershäuser Hof und Weilrode Hinterhof.
Von 1890 bis 1893 war er Mitglied des Deutschen Reichstags für den Wahlkreis Provinz Hannover 13 (Goslar, Zellerfeld, Ilfeld) und die Deutsch-Hannoversche Partei.

## Familie
Er heiratete am 29. Dezember 1885 Louise von der Esch, die einzige Tochter des preußischen Generalmajors Karl von der Esch (1827–1880). Das Paar hatte mehrere Kinder:
- Olga (* 1887) ⚭ Erich von Schleicher, Major a. D.
- Magarethe (* 1888)
- Ludwig (1890–1950) ⚭ 1919 Elisabeth von Oheimb (* 1898)